# Alright (chanson de Jain)
Pour les articles homonymes, voir Alright.
Singles de Jain
Dynabeat
(2015) Oh Man
(2018)
Alright est un single écrit et composé par la chanteuse française Jain sorti le 25 mai 2018. La chanson est extraite de l'album Souldier.

## Historique
Alright est une chanson écrite et composée par Jain pour son album Souldier. 
Jain déclare avoir « écrit Alright comme un hymne à l’indépendance. Cette chanson se construit dans une dualité, comme les histoires d’amour… à la fois douce et féroce, elle met en avant la détermination face à la désolation. Alright parle de l'Amour, au sens large, celui qui nous relève et nous pousse à avancer ».

## Clip
En juin 2018, Jain publie un clip pour accompagner Alright. Tourné à Barcelone, il est réalisé par Greg & Lio. Le clip célèbre la liberté féminine en montrant des femmes qui se libèrent de leurs chaînes, représentées par des fils de laine. On y voit aussi Jain s'essayer au drift et partager une virée en moto.
Le clip est nommé pour la Victoire de la création audiovisuelle lors des Victoires de la musique 2019.

## Classements hebdomadaires
| Classement (2018-2019)                  | Meilleure position |
| --------------------------------------- | ------------------ |
| Belgique (Wallonie Ultratop 50 Singles) | 2                  |
| France (SNEP)                           | 6                  |
| France (SNEP Ventes)                    | 1                  |
| Japon (Japan Hot 100)                   | 61                 |
| Suisse (Schweizer Hitparade)            | 38                 |
| Suisse romande (Schweizer Hitparade)    | 1                  |

## Certification
| Pays   | Organisme | Certification | Seuil                            |
| ------ | --------- | ------------- | -------------------------------- |
| France | SNEP      | Diamant       | 50 millions d'équivalent streams |

## Crédits
- Jain : chant, claviers, batterie électronique
- Yodelice :  basse, claviers, guitare, batterie électronique
- Michael Désir : batterie

## Utilisations
En 2018, la chanson est choisie par NRJ pour être le support musical d'un spot publicitaire.